# Perlaki Tamás
Perlaki Tamás (Debrecen, 1973 –) tudományos és technikai Oscar-díjas és Kossuth-díjas informatikus mérnök.

## Tanulmányok
A debreceni Dózsa György Általános Iskolában kezdte meg tanulmányait, majd a Fazekas Mihály Gimnázium speciális matematika tagozatán végezte el a középiskolát. Az érettségi megszerzése után a Budapesti Műszaki Egyetem Villamosmérnöki Karának műszaki informatika szakára felvételizett, ahol meg is szerezte a diplomáját 1997-ben.

## Jelenleg
A Colorfront Kft. vezető fejlesztője.

## Díjai
- 2009: Oscar-díj[2][7]
- 2013: Kossuth-díj (megosztva Jászberényi Márkkal és Priskin Gyulával)[3][4]